# Аминта (наварх Родоса)
Аминта (др.-греч. Ἀμύντας) — родосский наварх во время осады Родоса 305—304 годов до н. э.
Во время начала осады войском Деметрия Полиоркета, в то время, когда тот пытался организовать морскую блокаду, родосцы отправили три группы кораблей под командованием Дамофила, Менедема и Аминты с приказом «плыть в любом направлении» и нарушать снабжение вражеского войска. На своих трёх кораблях Аминта наткнулся на множество грузовых судов. В последующем сражении часть из них была потоплена, а часть захвачена и впоследствии доставлена в Родос. Среди пленников Диодор Сицилийский выделял «одиннадцать известных инженеров, людей выдающегося умения в создании метательных снарядов и катапульт».
Впоследствии, Аминта возглавил рейд к берегам Карии. На его поимку Деметрий отправил корабли пиратов под командованием Тимокла. В последовавшем сражении родосцы одолели врага и захватили Тимокла в плен. Также, корабли Аминты во время рейда захватили несколько купеческих кораблей, а также много лёгких судов, которые транспортировали зерно для войска Деметрия.